# Calesia simplex
Calesia simplex är en fjärilsart som beskrevs av Pieter Cornelius Tobias Snellen 1881. Calesia simplex ingår i släktet Calesia och familjen nattflyn. Inga underarter finns listade i Catalogue of Life.